# Royal College of Art

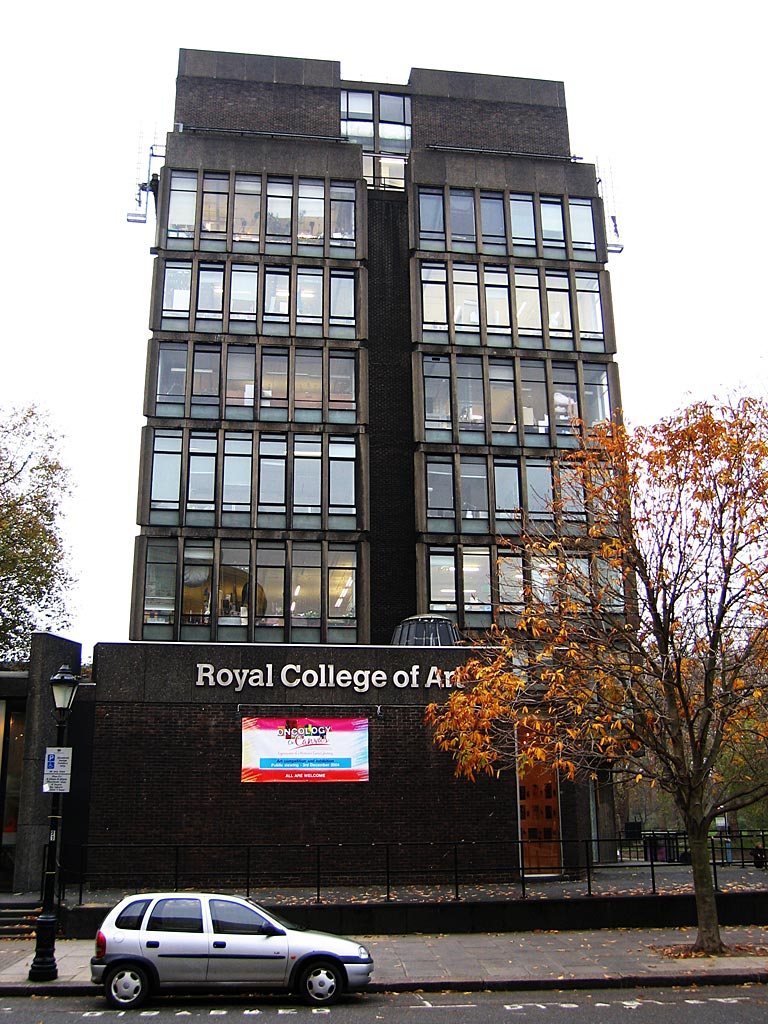
Darwing Building, Royal College of Art, vid Kensington Gore

Royal College of Art är en brittisk konst- och formgivningshögskola i London.
Royal College of Art har cirka 900 studenter inskrivna. Skolan finns i Kensington och Battersea i London.
Högskolan inrättades 1837 som Government School of Design i Somerset House vid Strand i London. Den vidgades till att omfatta både formgivning och målning, omdöptes 1853 till National Art Training School och flyttade 1857 till South Kensington som en del av South Kensington Museum. År 1896 ändrades namnet till Royal College of Art. Den benämndes under 1800-talet ofta South Kensington School of Art. År 1967 fick högskolan ställning som ett fristående universitet.
Royal College of Art spelade en viktig roll under 1920-talet för uppkomsten av en modern brittisk skulptörtradition men New Sculpture-rörelsen med elever som Barbara Hepworth och Henry Moore, och på 1960-talet genom uppkomsten av popkonst med bland annat Peter Blake och David Hockney. 
Royal College of Art har utbildning på post-graduatenivå inom ett antal områden som arkitektur, målning, skulptur, fotografi, formgivning och industridesign.